# Spit (album)
Spit è il primo album in studio del gruppo musicale canadese Kittie, pubblicato il 19 octobre 1999 dalla Artemis Records.
L'album ha riscosso un ottimo successo e nel 2000 è stato certificato come disco d'oro dalla RIAA. Lo stile musicale dei brani si caratterizza generalmente per un'insolita commistione, specialmente da parte di una band totalmente femminile, di sonorità grunge e nu metal.

## Tracce
Testi e musiche di Morgan Lander, Mercedes Lander, Tanya Candler e Fallon Bowman.
1. Spit – 2:21
2. Charlotte – 3:57
3. Suck – 3:32
4. Do You Think I'm a Whore? – 3:02
5. Brackish – 3:08
6. Jonny – 2:25
7. Trippin' – 2:22
8. Raven – 3:25
9. Get Off (You Can Eat a Dick) – 2:52
10. Choke – 4:06
11. Paperdoll – 3:24
12. Immortal – 2:51

## Formazione
- Morgan Lander – voce, chitarra
- Fallon Bowman – chitarra, voce secondaria
- Talena Atfield – basso
- Mercedes Lander – batteria, voce secondaria, tastiere

## Classifiche

### Classifiche settimanali
| Classifica (2000) | Posizione massima |
| ----------------- | ----------------- |
| Stati Uniti       | 79                |

### Classifiche di fine anno
| Classifica (2000) | Posizione |
| ----------------- | --------- |
| Stati Uniti       | 191       |